# Préjuce Nakoulma
Nguimbe Préjuce Nakoulma (* 21. April 1987 in Ouagadougou, Burkina Faso) ist ein burkinischer Fußballspieler. Er spielt im Mittelfeld vorrangig als Links- oder Rechtsaußen, kann aber auch als Mittelstürmer fungieren.

## Karriere

### Verein
Préjuce Nakoulma spielte in seiner Heimat in der Jugend des Erstligisten CF Ouagadougou. In der Winterpause 2005/06 wechselte er zum polnischen Viertligisten Granica Lubycza Królewska. In der Rückrunde 2005/06 erzielte er drei und in der Hinrunde 2006/07 sechs Tore. Zur Rückrunde 2006/07 wechselte er zum Drittligisten Hetman Zamość und erzielte fünf Tore. Zu Beginn der Saison 2007/08 wurde er für ein halbes Jahr an den Zweitligisten Stal Stalowa Wola ausgeliehen. Dort kam er sechzehnmal zum Einsatz, konnte jedoch kein Tor erzielen. Nach seiner Rückkehr absolvierte er für Hetman Zamość in der dritten Liga noch vierzehn Spiele und erzielte sieben Treffer. Im Sommer 2008 wechselte er dann zum Zweitligisten Górnik Łęczna, der später in Bogdanka Łęczna umbenannt wurde. Dort stand er bis zum 30. Juni 2013 unter Vertrag. Nach zwei Spielzeiten (56 Spiele, 12 Tore) wurde Nakoulma für die Saison 2010/11 an den Erstligisten Widzew Łódź ausgeliehen. Dort kam er achtmal zum Einsatz und erzielte ein Tor. Widzew Łódź sah nach der Saison von einer Verpflichtung ab, weshalb er Anfang Juli 2011 zu Bogdanka Łęczna zurückkehrte. Dort kam er zu Beginn der Saison zu fünf Einsätzen, in denen er drei Tore erzielte. Ende August 2011 wurde er dann für den Rest der Saison 2011/12 an den Erstligisten Górnik Zabrze ausgeliehen, die sich auch eine Kaufoption sicherten. Dort konnte er auf Anhieb überzeugen und wurde Stammspieler. Bis zur Winterpause hatte er in dreizehn Spielen sechs Tore erzielt. Zur Saison 2012/13 wurde Nakoulma endgültig für eine Ablöse von einer Million Złoty, umgerechnet etwa 260.000 Euro, von Górnik Zabrze verpflichtet.
Zur Saison 2014/15 wechselte Nakoulma in die türkische Süper Lig zum Aufsteiger Mersin İdman Yurdu.
Im Sommer 2016 wurde er gemeinsam mit seinen beiden Teamkollegen Muammer Yıldırım und Welliton vom Erstligisten Kayserispor verpflichtet. In der Wintertransferperiode 2016/17 in Frankreich bei FC Nantes fort. Hier spielte er zwei Jahre lang und kehrte in der Wintertransferperiode 2018/19 mit seiner Einstellung bei Çaykur Rizespor in die Türkei zurück. Nach sechs Monaten wurde sein Vertrag nicht verlängert und er war bis Ende des Jahres vereinslos, ehe ihn der französische Zweitligist US Orléans unter Vertrag nahm.

### Nationalmannschaft
Nach den überzeugenden Leistungen bei Górnik Zabrze wurde Nakoulma für die Burkinische Fußballnationalmannschaft nominiert. Er nahm mit der Mannschaft an der Afrikameisterschaft 2012 in Äquatorialguinea und Gabun teil. Er wurde kurz vor Beginn des Turniers für Stéphane Agbré nachnominiert, da der burkinische Fußballverband, ausgelöst durch die der Affäre Hervé Zengué, bekanntgab, dass Agbré vermutlich gar nicht international für Burkina Faso spielen darf. Bei der Afrikameisterschaft kam er zweimal zum Einsatz. In seinem vierten Länderspiel am 26. Mai 2012 gegen Benin (2:2) erzielte er in der 44. Minute sein erstes Länderspieltor. In der 65. Minute traf er dann sogar zum zweiten Mal.
Anfang Januar 2013 wurde er erst in den erweiterten Kader für die Fußball-Afrikameisterschaft 2013 berufen und dann in den endgültigen Kader. Mit der Mannschaft erreichte er das Finale, wo man jedoch gegen Nigeria 0:1 unterlag. Nakoulma kam im Turnierverlauf zu drei Einsätzen.